# UKTV Bright Ideas
UKTV Bright Ideas (UKTV Chytré nápady) byl digitální televizní kanál vysílaný ve Spojeném království jako součást sítě kanálů UKTV. Tento kanál vysílal rozličné programy, často převzaté z kanálů UKTV Style, UKTV Food či UKTV Gardens. Vysílané programy se často zaměřovaly na vaření, Do it yourself a zahradnictví, nicméně od roku 2005 (rozšíření vysílání v britské DVB-T síti Freeview) začal UKTV Bright Ideas vysílat programy pod značkou UKTV Sport.

## Historie
UKTV Bright Ideas byl spuštěn 15. ledna 2003 jako UK Bright Ideas, hlavně pro diváky britské DVB-T sítě, později však i pro diváky jiných platforem.  8. března roku 2004 se předpona v názvu změnila s ostatními kanály sítě z UK na UKTV a kanál se tak přejmenoval na UKTV Bright Ideas. Vysílací čas byl sdílen s kanálem Ftn, který byl však 1. října 2007 nahrazen kanálem Virgin1. 
V září 2007 bylo oznámeno, že bude kanál uzavřen a nahrazen kanálem Dave.  Důvodem měla být nízká sledovanost (0,1%).
UKTV Bright Ideas ukončil své vysílání 14. října 2007 v 18:00 hodin.

## Programming
- Tuscany to Go - nyní na kanále Good Food
- A House in Florida - nyní na kanále Home
- Antiques Roadshow - nyní na kanále Yesterday
- My Favourite Garden - nyní na kanále Home
- Model Gardens - nyní na kanále Home
- Ready Steady Cook - nyní na kanále Good Food
- The Thai Way - nyní na kanále Good Food
- Great Food Live - nyní na kanále Good Food
- Food Uncut - nyní na kanále Good Food
- Design ER - nyní na kanále Home]
- House Chain: Under Offer - nyní na kanále Home
- Perfect Properties - nyní na kanále Home
- James Martin Digs Deep - nyní na kanále Good Food
- Ching's Kitchen - nyní na kanále Good Food
- Heaven's Kitchen at Large - nyní na kanále Good Food
- Safari Chef with Mike Robinson - nyní na kanále Good Food
- House in Spain - nyní na kanále Home
- Fly to Buy - nyní na kanále Home
- Garden Rivals - nyní na kanále Home
- Summer Live - nyní na kanále Home
- Worrall Thompson
- Our House - nyní na kanále Home